# Heberth Gutiérrez
Hebert Gutiérrez García (* 13. Februar 1973 in Roldanillo) ist ein kolumbianischer Radrennfahrer.
Gutiérrez gewann 2001 eine Etappe beim Clásico RCN. Zwei Jahre später fuhr er für die Mannschaft 05 Orbitel, wo er kolumbianischer Meister im Straßenrennen wurde. Außerdem gewann er zwei Etappen und die Gesamtwertung bei der Volta do Rio de Janeiro, eine Etappe bei der Vuelta a Colombia, eine Etappe und die Gesamtwertung bei der Vuelta al Tolima und eine Etappe mit Gesamtwertung beim Grand Prix Mundo Ciclistico. Im nächsten Jahr gewann er wieder ein Teilstück bei der Vuelta a Colombia, sowie bei der Vuelta a Boyacà, beim Clásica Ciudad de Girardot und bei der Vuelta a Uraba, wo er auch Erster der Gesamtwertung wurde. Ein Jahr später war er jeweils auf einem Teilstück der Vuelta al Tolima und des Clásica Nacional Marco Fidel Suárez erfolgreich und 2006 gewann er wieder eine Etappe bei der Vuelta a Colombia. 2007 fuhr Gutiérrez für das mexikanische Continental Team Tecos de la Universidad Autónoma de Guadalajara, für das er eine Etappe beim Clasico RCN gewinnen konnte.

## Erfolge
1996
- eine Etappe Vuelta a Colombia

2003
- Kolumbianischer Meister – Einzelzeitfahren
- Volta do Rio de Janeiro und zwei Etappen
- eine Etappe Vuelta a Colombia

2004
- eine Etappe Vuelta a Colombia

2006
- eine Etappe Vuelta a Colombia (Mannschaftszeitfahren)

2007
- eine Etappe Clásico RCN

## Teams
- 1996 Pony Malta-Avianca
- 1997 Petróleos de Colombia-Energía Pura
- 2002 Colombia-Selle Italia
- 2003 05 Orbitel
- 2004 Café Baquél
- 2007 Tecos de la Universidad Autónoma de Guadalajara
- 2013 Supergiros-Blanco Valle-Redetrans